# Jang Kyung-jin
Jang Kyung-Jin (Jindo, 31 augustus 1983) is een Zuid-Koreaans voetballer.

## Carrière
Jang Kyung-Jin speelde tussen 2002 en 2012 voor Chunnam Dragons, Incheon United, Gwangju Sangmu Phoenix, Oita Trinita en Gwangju FC.